# Брант (графство, Онтаріо)
Графство Брант (англ. Brant County) — адміністративна одиниця першого рівня в провінції Онтаріо, Канада. Брант розташований у Південному Онтаріо. У муніципалітеті станом на 2011 рік проживали 35 638 жителів. Займає площу 845,89 км². Середня щільність населення становить 43,7 чол./км². Брант за величиною є 49-м містом у провінції Онтаріо та 132-м у Канаді.

## Поділ
Муніципалітет заснований 1999 року після зміни статусу графства Брант. На території муніципалітету розташовані міста Брант і Брантфорд, втім вони є незалежними з адміністративної точки зору. Муніципалітет поділяється на 30 містечок:
- Бішопсгейт
- Берфорд
- Бертч
- Гаррісберг
- Гарлі
- Гетчлі
- Ґлен-Морріс
- Ґоблес
- Етонія
- Іст-Окленд
- Карткарт
- Кейнсвіль
- Ленгфорд
- Локі
- Мейпл-Гроув
- Мідлпорт
- Монт-Вернон
- Монт-Плезент
- Нортфілд
- Нортфілд-Центр
- Нью-Дерем
- Ньюпорт
- Окленд
- Онондага
- Осборн-Корнерс
- Париж
- Сент-Джордж
- Фейрфілд
- Фолкленд
- Скотленд